# Sobel (Tylmanowski)
Sobel, Sobel Tylmanowski (713 m) – szczyt w Paśmie Radziejowej w Beskidzie Sądeckim. Wznosi się w północno-zachodnim grzbiecie opadającym z Suchego Gronia do Dunajca w miejscowości Tylmanowa w województwie małopolskim, w powiecie nowotarskim, w gminie Ochotnica Dolna. Grzbiet ten oddziela dolinki dwóch potoków spływających do Dunajca; potok po orograficznie prawej stronie grzbietu jest bezimienny, potok po południowej stronie na mapie Geoportalu opisany jest jako Klępowski, na mapie Compassu jako Potok Klępów lub Ciemny Potok.
Szczyt i stoki Sobla Tylmanowskiego są całkowicie porośnięte lasem i nie prowadzi nimi żaden szlak turystyczny.